# Lifan
Lifan är en bil- och motorcykeltillverkare med bas i Chongqing i Kina. Företaget producerar såväl lastbilar som personbilar och motorcyklar. Företaget grundades 1992 av Yin Mingshan.

## Produkter

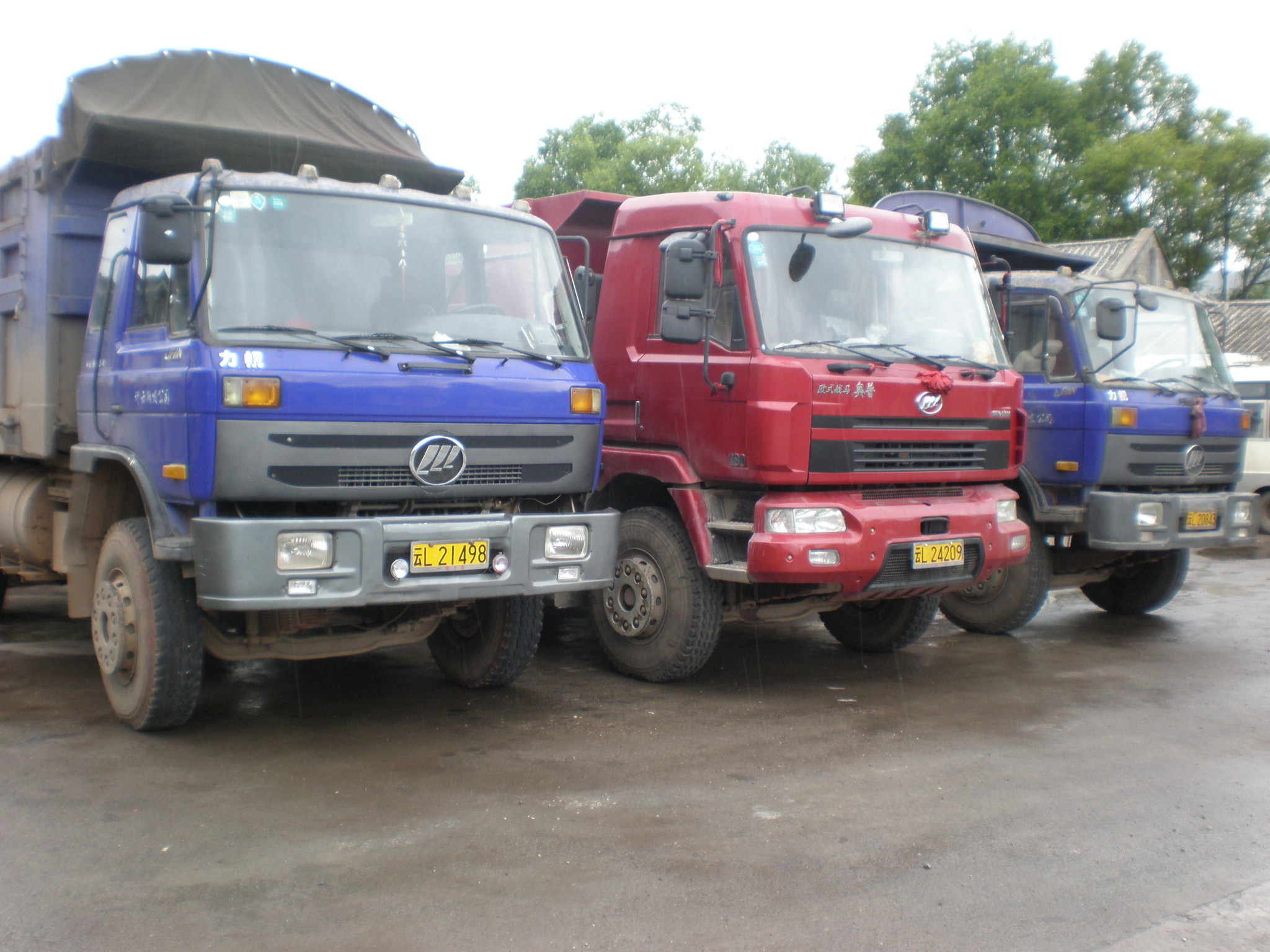
Tre lastbilar producerade av Lifan.
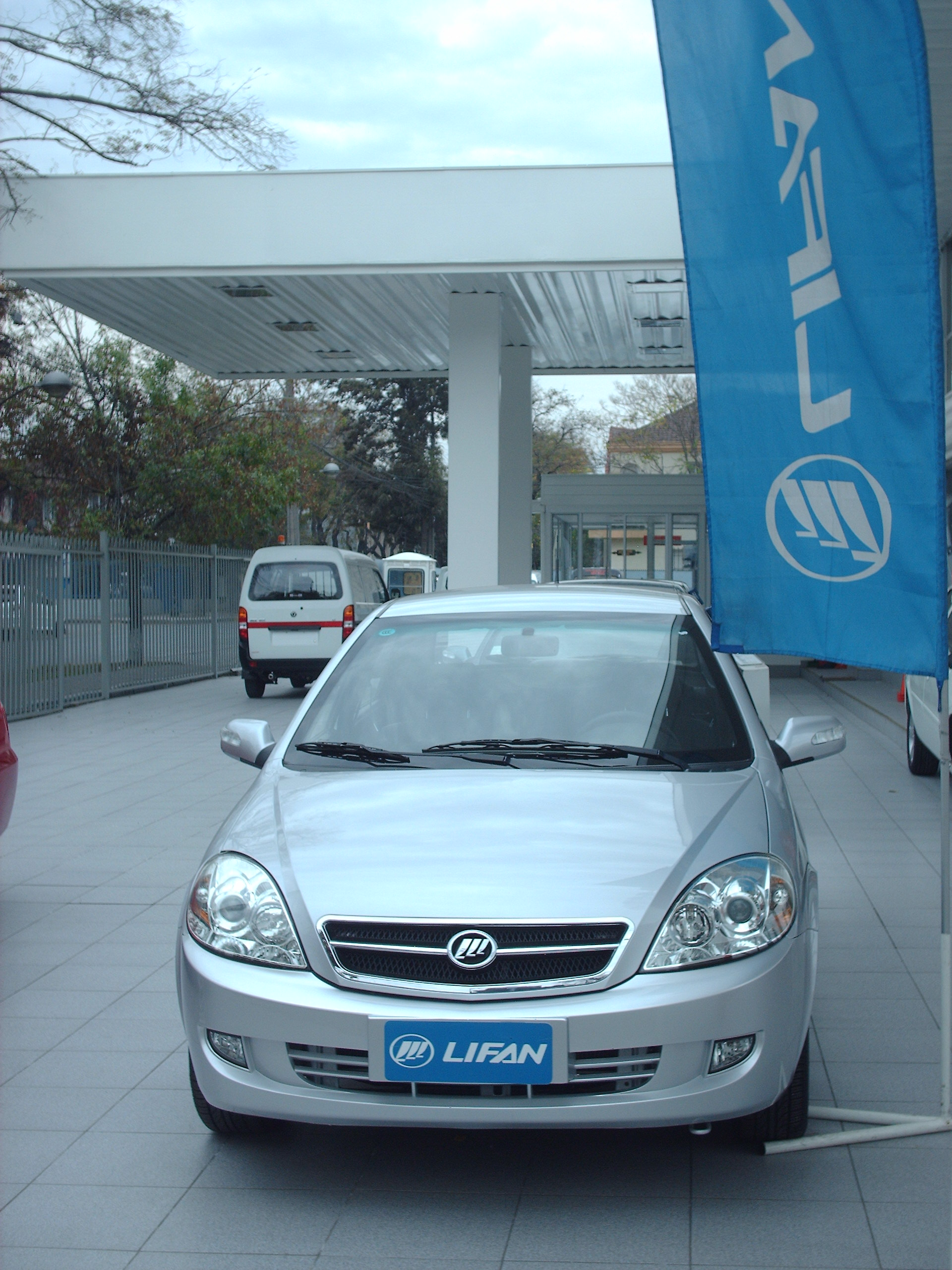
Personbilen Lifan 520.
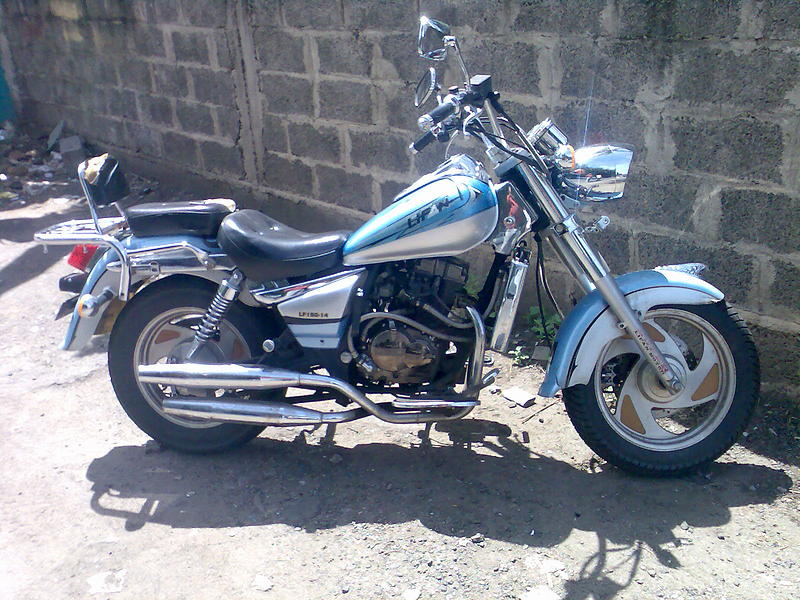
Lifan LF150-14